# Radek Hasala
Radek Hasala (* 1. listopadu 1968 Olomouc) je český armádní důstojník, generálporučík, od dubna 2023 náčelník Vojenské kanceláře prezidenta republiky.

## Život
Narodil se 1. listopadu 1968 v Olomouci. V letech 1987–1992 vystudoval Vojenskou akademii v Brně, v roce 2002 absolvoval Školu důstojníků letek na americké Maxwellově letecké základně a v roce 2012 kurz generálního štábu na Univerzitě obrany (dřívější Vojenské akademii Brno).
Působil zprvu ve výcvikovém středisku, od roku 2003 jako zástupce velitele a v letech 2004–2008 jako velitel Výcvikového střediska vzdušných sil. Poté byl krátce zástupcem velitele Vojenské akademie ve Vyškově. V letech 2009 až 2013 byl postupně náčelníkem odboru plánování, zástupcem velitele a velitelem Velitelství sil podpory.
Od 1. května 2015 do roku 2018 vedl v Bruselu kancelář předsedy vojenského výboru NATO, jímž byl v té době Petr Pavel. Dne 8. května 2015 byl jmenován do hodnosti brigádního generála. Dne 14. července 2018 se stal velitelem Velitelství výcviku – Vojenské akademie (někdejší Vojenské akademie Vyškov), kde vystřídal brigádního generála Josefa Kopeckého.
Byl na vojenské misi v Afghánistánu. V červnu 2022 byl jmenován velitelem výcvikové mise Evropské unie (EUTM) v západoafrickém státě Mali. V této funkci nahradil rakouského brigádního generála Christiana Rienera.
Po zvolení generála ve výslužbě Petra Pavla prezidentem republiky v lednu 2023 byl v médiích Hasala uveden jako jeho adept na náčelníka Vojenské kanceláře prezidenta, jímž byl od roku 2016 generálporučík Jan Kaše. Dne 31. března 2023 jej Pavel do funkce jmenoval a 8. května 2023 povýšil do hodnosti generálmajora. Dne 8. května 2025 jej prezident Petr Pavel jmenoval do hodnosti generálporučíka.